# Karel van Durazzo (hertog)
Karel van Durazzo (circa 1323 - Aversa, 23 januari 1348) was van 1336 tot aan zijn dood hertog van Durazzo. Hij behoorde tot het huis Anjou-Sicilië. 

## Levensloop
Karel was de oudste zoon van hertog Jan van Durazzo en diens tweede echtgenote Agnes van Périgord, dochter van graaf Eli VII van Périgord. 
Tijdens de regering van koningin Johanna I van Napels had Karel een grote politieke invloed aan het Napolitaanse hof. Daarbij stond hij in hevige concurrentie met zijn neven uit het huis Anjou-Tarente. In 1343 huwde hij met de zus van Johanna I, Maria van Calabrië (1329-1366), waardoor hij een nauwere positie kreeg tegenover de Napolitaanse troon. De grote bedreiging voor de linies Anjou-Durazzo en Anjou-Tarente was de echtgenoot van Johanna, hertog Andreas van Calabrië. Die had namelijk van paus Clemens VII de toestemming gekregen om tot koning van Napels gekroond te worden, waardoor Andreas alle heerschappijrechten zou krijgen. Karel leidde daarop de oppositie tegen Andreas van Calabrië, die in 1345 in Aversa vermoord werd.
In 1347 verscheen koning Lodewijk I van Hongarije met een leger in Zuid-Italië om de moord op zijn broer Andreas te wreken. Terwijl Johanna en haar tweede echtgenoot Lodewijk van Tarente naar de Provence vluchtten, bleef Karel aan het koninklijk hof van Napels om van de situatie te kunnen profiteren. Toen Lodewijk de stad Napels veroverde, huldigde Karel Lodewijk als de nieuwe heerser van Napels. Lodewijk, die Karel als de hoofdverantwoordelijke van de moord op zijn broer beschouwde, liet hem echter arresteren. Uiteindelijk werd Karel ter dood veroordeeld, waarna hij op 23 januari 1348 in Aversa werd onthoofd.

## Nakomelingen
Karel en zijn echtgenote Maria kregen vijf kinderen:
- Lodewijk (1343-1344)
- Johanna (1344-1387), hertogin van Durazzo, huwde in 1366 met Lodewijk van Navarra, graaf van Beaumont, en in 1376 met Robert IV van Artesië, graaf van Eu
- Agnes (1345-1388), huwde in 1359 met Cansignorio della Scala, heer van Verona, en in 1382 met Jacob van Baux, vorst van Achaea
- Clementia (1346-1363)
- Margaretha (1347-1412), huwde in 1368 met koning Karel III van Napels